# Leonard C. Cockayne
Leonard C. Cockayne, född den 7 april 1855 i Norton Lees, död den 8 juli 1934 i Wellington, var en brittisk botaniker som anses vara Nya Zeelands främste botaniker och grundare av landets moderna vetenskap.
Cockayne blev Fellow of the Royal Society 1912 och tilldelades Darwinmedaljen 1928.
Auktorsnamnet Cockayne kan användas för Leonard C. Cockayne i samband med ett vetenskapligt namn inom botaniken; se Wikipediaartiklar som länkar till auktorsnamnet.